# Loricariichthys maculatus
La vieja de agua (Loricariichthys maculatus) es una especie de peces de la familia Loricariidae en el orden de los Siluriformes.

## Distribución geográfica
Se encuentran en Sudamérica: ríos de Surinam.